# Parathyma parajina
Parathyma parajina är en fjärilsart som beskrevs av Hans Fruhstorfer 1906. Parathyma parajina ingår i släktet Parathyma och familjen praktfjärilar. Inga underarter finns listade i Catalogue of Life.